# Dammartin-en-Goële
Dammartin-en-Goële is een gemeente in het Franse departement Seine-et-Marne (regio Île-de-France) en telt 8464 inwoners (2012). De plaats maakt deel uit van het arrondissement Meaux. 

## Geografie
De oppervlakte van Dammartin-en-Goële bedraagt 9,0 km², de bevolkingsdichtheid is 867,2 inwoners per km². De plaats ligt aan de N2. Het Station Dammartin-Juilly-Saint-Mard ligt in de aangrenzende gemeente Saint-Mard aan de Transilien K.
De onderstaande kaart toont de ligging van Dammartin-en-Goële met de belangrijkste infrastructuur en aangrenzende gemeenten.

## Demografie
Onderstaande figuur toont het verloop van het inwonertal (bron: INSEE-tellingen).

## Gijzeling in drukkerij
Nadat twee moslimterroristen twee dagen ervoor een bloedige aanslag hadden gepleegd op de redactie van het satirische weekblad Charlie Hebdo in Parijs waarbij 12 doden vielen, verschansten de voortvluchtige daders zich op 9 januari 2015 in het dorp in een kleine drukkerij. Na de omsingeling door een antiterreureenheid werden de twee in een vuurgevecht doodgeschoten.

## Geboren
- Jean Lemaire (1598-1659), kunstschilder en medewerker van Nicolas Poussin.